# Внутрішній Бір
Внутрішній Бір — село в Україні, у Новгород-Сіверській міській громаді Новгород-Сіверського району Чернігівської області. Населення становить 56 осіб. До 2020 орган місцевого самоврядування — Вороб'ївська сільська рада.

## Географія
На південно-східній околиці села бере початок річка Вара.

## Історія
12 червня 2020 року, відповідно до розпорядження Кабінету Міністрів України № 730-р «Про визначення адміністративних центрів та затвердження територій територіальних громад Чернігівської області», увійшло до складу Новгород-Сіверської міської громади.
19 липня 2020 року, в результаті адміністративно - територіальної реформи та ліквідації колишнього Новгород-Сіверського району, село увійшло до новоствореного Новгород-Сіверського району Чернігівської області.